# Ołeksij Łukaszewycz
Ołeksij Łukaszewycz (ukr. Олексій Лукашевич; ur. 11 stycznia 1977 w Dniepropietrowsku) – ukraiński lekkoatleta, skoczek w dal.
Do jego najważniejszych osiągnięć należą:
- złoty medal podczas Mistrzostw Świata Juniorów w Lekkoatletyce (Sydney 1996)
- brąz na Młodzieżowych Mistrzostwach Europy w Lekkoatletyce (Turku 1997)
- złoty medal Halowych Mistrzostw Europy w Lekkoatletyce (Walencja 1998)
- złoto medal podczas Uniwersjady (Palma de Mallorca 1999)
- 4. miejsce na Igrzyskach Olimpijskich (Sydney 2000)
- złoto Mistrzostw Europy w Lekkoatletyce (Monachium 2002)
- 7. miejsce w Pucharze Świata w lekkoatletyce (Madryt 2002)
- brązowy medal Mistrzostw Europy w Lekkoatletyce (Göteborg 2006)
- 4. miejsce podczas Mistrzostw Świata (Osaka 2007)

## Rekordy życiowe
- skok w dal – 8,27 m (2000)
- skok w dal (hala) – 8,25 m (2000)